# Doreen Micallef
Doreen Micallef (ur. 31 maja 1949 we Florianie, zm. 1 grudnia 2001 w Vallettcie) – maltańska poetka, pisarka i dramatopisarka. Członkini Moviment Qawmien Letterarju, ważnego nurtu intelektualnego lat 60. XX wieku na Malcie, promującego twórczość w języku maltańskim. Jej imieniem nazwany został konkurs dla twórców poezji w języku maltańskim – Konkors Nazzjonali tal-Poeżija Doreen Micallef.

## Życiorys
Doreen Micallef urodziła się 31 maja 1949 r. we Florianie. Była córką Geralda Micallef i Giorginy Micallef z domu Borg. W rodzinnym mieście uczęszczała do szkoły podstawowej i średniej. Studiowała filozofię i literaturę na Uniwersytecie Maltańskim. Specjalizowała się w literaturze maltańskiej i angielskiej, uzyskała tytuł magistra literatury, dyplom w zakresie stosunków międzyludzkich i dyplom z teorii politycznej.
Micallef jako jedna z niewielu kobiet pisarek była związana z nurtem intelektualnym lat 60. XX w. na Malcie, Moviment Qawmien Letterarju, który promował rodzimą kulturę i twórczość w języku maltańskim. Trzykrotnie otrzymała nagrodę ir-Rediffusion Golden Star (1969, 1971, 1972), a także il-Phoenician Cultural Award w 1984 r.
Opublikowała trzy zbiory wierszy: Fit-Triq tal-Empirew (1975), De Profundis (1979) i Kyrie (1980). Utwory Micallef umieszczone zostały także w antologiach: Linji Ġodda (1973) i Ilħna Mkissra (1992). Jej wiersze wywodzą się ze złożonej osobowości niosącej rozdzierający ból, głównie ze względu na fakt, że urodziła się z upośledzeniem fizycznym, które znacznie warunkowało jej życie. Ból, który towarzyszył jej przez całe życie, ukazywała w swoich wierszach, jako jej metaforyczna, wewnętrzna podróż przez otchłań, piekło, czyściec i niebo mając jednak nadzieję na odrodzenie.
Wiele z jej wierszy skierowana jest do Boga, albo do abstrakcyjnej postaci męskiej. Czasami Bóg i jej wyobrażony kochanek łączą się w jedno. Szukała człowieka w Bogu, a Boga w człowieku. Jej postawa wobec Boga nie była łatwa, wyrażała zarówno miłość, jak i gniew. W utworach słowa uwielbienia i przyciągania łatwo zmieniają się w uczucia diametralnie odmienne, upatrując w Bogu tego, który pozwala, a może nawet powoduje ból.
Chaos i samotność jest siłą napędową jej poezji. Pozornie może brakować uformowanego porządku i znaczenia, ale istnieje ruch. Micallef reprezentowała styl pisania, który nie był narzędziem praktycznej komunikacji. W sekwencji zdań jej utworów nie ma spójności gramatycznej. Zdania kończą się nagle, interpunkcja zanika. Co więcej, słowa są rozmieszczone na stronie w taki sposób, aby wizualnie sugerować coś, co stale zmienia się, nigdy nie przybierając ostatecznej formy. Jest to chaos odzwierciedlający wewnętrzny stan Micallef. Jej styl charakteryzują powtórzenia i paralelizm słów. Powtarzała ten sam rzeczownik poprzedzony różnymi przyimkami, tworząc werbalną muzykalność i rytm, ale także wzmacniała aurę tajemniczości i dwuznaczności.

## Upamiętnienie
Obecnie w domu Doreen Micallef mieści się Akademia Malty. Jeden z pokoi poświęcony jest poetce. Znajduje się w nim maszyna do pisania Micallef, korespondencja i rękopisy. Minister George Pullicino przekazał klucze do nowej siedziby Akademii Louisowi Galea w dniu 24 września 2005 r.
W 2019 r. Kunsill Nazzjonali tal-Ktieb ustanowił krajową nagrodę, dla poetów tworzących w języku maltańskim, nazwaną imieniem Doreen Micallef – Konkors Nazzjonali tal-Poeżija Doreen Micallef.

## Wybrane dzieła
- Wiċċ imb Wiċċ u Drammi Oħra (1972)
- Fit-Triq tal-Empirew (1975)
- De Profundis (1979)
- Kyrie (1980)
- uIl-Leġġenda tal-Lejl (1984)